# Heretic (Band)
Heretic ist eine US-amerikanische Power- und Thrash-Metal-Band aus Los Angeles, Kalifornien, die im Jahr 1985 gegründet, 1988 aufgelöst und 2011 neu gegründet wurde. Einige Mitglieder der Band waren und sind in Gruppen wie Hirax, Metal Church und Reverend aktiv.

## Geschichte
Die Band wurde im Jahr 1985 gegründet. Kurz danach erreichte die Band einen Vertrag bei Metal Blade Records und war ein Jahr später auf dem Sampler Metal Massacre VII zu hören. Im selben Jahr erschien außerdem die EP Torture Knows No Boundary. Ihr erstes und einziges Album folgte im Jahr 1988 und trug den Namen Breaking Point. Es wurde von Bill Metoyer und Kurdt Vanderhoof produziert. Noch im selben Jahr löste sich die Band auf, fand aber im Jahr 2011 wieder zusammen.

## Stil
Die Band spielt eine Mischung aus Power- und Thrash-Metal und wird dabei mit der Band Armored Saint verglichen.

## Diskografie
- 1986: Torture Knows No Boundary (EP, Metal Blade Records)
- 1988: Breaking Point (Album, Metal Blade Records)
- 1991: Don’t Turn Your Back!! & Breaking Point (Kompilation, Metal Blade Records)
- 2012: A Time of Crisis (Album, Metal on Metal Records)
- 2013: From the Vault… Tortured and Broken (Kompilation, Metal Blade Records)
- 2017: A Game You Cannot Win (Album, Dissonance Productions)